# مک دانزیگ
مک دانزیگ (انگلیسی: Mac Danzig؛ زادهٔ ۲ ژانویهٔ ۱۹۸۰) ورزشکار هنرهای رزمی ترکیبی اهل ایالات متحده آمریکا است.